# Narodowy Bank Słowacji
Narodowy Bank Słowacji (słow. Národná banka Slovenska) – bank centralny Republiki Słowacji. Został powołany na mocy specjalnej ustawy Rady Narodowej Republiki Słowackiej 1 stycznia 1993. Od 1 stycznia 2009 wraz z przyjęciem przez Rząd Słowacji waluty euro, NBS należy do Eurosystemu składającego się z Europejskiego Banku Centralnego i banków centralnych państw, które wprowadziły walutę euro. Budynek Narodowego Banku Słowacji znajduje się w Bratysławie. Dodatkowo NBS posiada dodatkowo pięć oddziałów regionalnych.
Od 1 czerwca 2019 prezesem Narodowego Banku Słowacji jest Peter Kažimír.

## Zadania Narodowego Banku Słowacji
Narodowy Bank Słowacji na podstawie ustawy krajowej rady Republiki Słowacji posiada określone cele do realizacji. Głównym celem NBS jest utrzymanie stabilności finansowej. W swoich kompetencjach posiada także uprawnienia do uczestnictwa we wspólnej polityce pieniężnej realizowanej przez Europejski Bank Centralny związanej m.in. z realizacją działań dotyczących strefy euro, ma uprawnienia do emisji waluty euro. Posiada obowiązek wspierania działania system płatności (koordynacja, zapewnienie obiegu pieniądza, rozliczanie danych dotyczących płatności). Jako bank centralny ma obowiązek utrzymywania rezerw walutowych i przeprowadzania operacji z nimi związanych według wytycznych Eurosystemu.
Wśród uprawnień związanych z rynkiem finansowym Narodowy Bank Słowacji ma realizować działania w kierunku utrzymania stabilności systemu finansowego. Posiada funkcje nadzorcze związane z kontrolą słowackich banków komercyjnych, oddziałów banków zagranicznych, instytucji finansowych, towarzystw ubezpieczeniowych oraz emerytalnych, a także nadzoruje pozostałe instytucje działające na rynku finansowym.